# Krejzovi
Krejzovi jsou český komediální televizní seriál, který měl premiéru 2. září 2018 na stanici Prima. Hlavním hrdinou je otec čtyř dcer, televizní moderátor a kutil Jan Krejza (Oldřich Navrátil, dříve Václav Postránecký) a jeho čtyři dcery: nejstarší Ing. Anna Vymešová (Vanda Hybnerová), Barbora Damová (Markéta Častvaj), Cecílie Krejzová (Lucie Polišenská) a nejmladší dcera Daniela Krejzová (Ivana Korolová).

## Obsazení

### Rodina Krejzových
| Herec                                       | Role                                 | Díl            | Řada      | Rok                  | Poznámky |
| ------------------------------------------- | ------------------------------------ | -------------- | --------- | -------------------- | --- |
| Oldřich Navrátil (dříve Václav Postránecký) | Jan Krejza                           | 1–114          | 1–3       | 2018–2019            | Hlava rodiny, televizní moderátor, kutil, manžel Heleny |
| Jaroslava Kretschmerová                     | Mgr. Helena Krejzová                 | 1–114          | 1–3       | 2018–2019            | Manželka Jana Krejzy, světově uznávaná psycholožka, která se později vrátí po několika měsících zpět domů, ale potom zase odjede, protože dostane nabídku od NASA. V posledním díle se vrátí zpět |
| Vanda Hybnerová                             | Ing. Anna Vymešová                   | 1–114          | 1–3       | 2018–2019            | Nejstarší dcera Jana Krejzy, vedoucí úvěrového oddělení, později ředitelka banky, vzala si znovu Petra                                                                                            |
| Markéta Častvaj                             | Barbora Damová (Bára)                | 1–114          | 1–3       | 2018–2019            | Dcera Jana Krejzy, rozená Krejzová, žena v domácnosti a dekoratérka, vyučila se zahradnicí |
| Lucie Polišenská                            | Bc. Cecílie Krejzová (Cinda)         | 1–80           | 1–2       | 2018–2019            | Dcera Jana Krejzy, odjela na cestu po Evropě, později se vrátila ale v díle 80 odjela za Radvanem                                                                                                 |
| Ivana Korolová                              | Bc. Daniela Krejzová (Danka)         | 1–114          | 1–3       | 2018–2019            | Nejmladší dcera Jana Krejzy, pracovala v rádiu Best, potom pracovala v televizi jako kreativní producentka mazlíčků a následně opět v rádiu                                                       |
| Jan Šťastný                                 | MVDr. Petr Vymeš / MUDr. Pavel Vymeš | 1–114 / 81–114 | 1–3 / 3–3 | 2018–2019/ 2019–2019 | Manžel Anny Vymešové, veterinář / Bratr Petra, veterinář |
| Filip Blažek                                | JUDr. Ondřej Dam (Ondra)             | 1–114          | 1–3       | 2018–2019            | Manžel Báry Damové, zkrachovalý právník, majitel továrny na plasty / nábytek |
| Natálie Halouzková                          | Aneta Vymešová                       | 1–114          | 1–3       | 2018–2019            | Dcera Anny a Petra, studuje jadernou fyziku |
| Kryštof Zapletal                            | Lukáš Dam                            | 1–114          | 1–3       | 2018–2019            | Syn Báry a Ondry, génius a vědec, bratr Viky |
| Natálka Sadloňová                           | Viki Damová                          | 1–114          | 1–3       | 2018–2019            | Dcera Báry a Ondry, sestra Lukáše |
| Jan Komínek                                 | Martin Král (Márty)                  | 2–114          | 1–3       | 2018–2019            | Kamarád Cindy, bydlí u Krejzových, má domácí vězení nařízené soudem, později ho pronásleduje bába kterou omylem srazil, později je spolumoderátor receptáře                                       |
| Vlasta Peterková                            | Dagmar Vymešová                      | 2–114          | 1–3       | 2018–2019            | Matka Petra a Pavla Vymeše |
| Ondřej Veselý                               | JUDr. Viktor Dam                     | 23–114         | 1–3       | 2019–2019            | Drsný právník, spolumajitel pojišťovny a bratr Ondřeje |
| Ladislav Frej                               | JUDr. Luděk Dam                      | 26–114         | 1–3       | 2019–2019            | Právník v penzi, otec Ondřeje a Viktora, cestovatel a ekolog, později učitel ve vlastní školce |
| Josef Polášek                               | Jarin Holoubek                       | 38–114         | 2–3       | 2019–2019            | Synovec Heleny Krejzové, Moravan |
| Dagmar Bláhová                              | Ivana Damová                         | 98             | 3         | 2019                 | Matka Ondřeje a Viktora Dama. |
| Markéta Hrubešová                           | Adina                                | 106            | 3         | 2019                 | Sestřenice Anny, Báry, Danky a Cindy |

### Zaměstnanci rádia Best
| Herec                   | Role            | Díl    | Řada | Rok       | Poznámky                                                                                          |
| ----------------------- | --------------- | ------ | ---- | --------- | ------------------------------------------------------------------------------------------------- |
| Jan Révai               | Michal Hlaváč   | 1–80   | 1–2  | 2018–2019 | Ředitel rádia Best, byl zamilovaný do Danky, odjel za svým kamarádem Tonym Zahradníkem do Ameriky |
| Kristýna Kociánová      | Sabina Borková  | 1–114  | 1–3  | 2018–2019 | Moderátorka rádia Best, soupeřka Danky                                                            |
| Jakub Štěpán            | Kamil Purkrábek | 1–114  | 1–3  | 2018–2019 | Moderátor rádia Best, Sabinin nápadník                                                            |
| Michal Novotný          | Pavel Petrů     | 1–114  | 1–3  | 2018–2019 | Zaměstnanec rádia Best, nejlepší kamarád Danky, gay                                               |
| Barbora Petrová Šťastná | Jana Hlaváčová  | 1–114  | 1–3  | 2018–2019 | Moderátorka rádia Best, sestra Michala Hlaváče, kamarádka Danky a Páji                            |
| Tina Pletánková         | Martina         | 1–114  | 1–3  | 2018–2019 | Moderátorka rádia Best                                                                            |
| Libor Bouček            | Mirko Dobeš     | 2–114  | 1–3  | 2018–2019 | Kouč, lektor, vystudovaný andragog, nemá rád objetí, moderuje Písničky na přání                   |
| Pavla Rychlá            | Prachařová      | 9–114  | 1–3  | 2018–2019 | Uklízečka v rádiu Best                                                                            |
| Tereza Vodochodská      | Tereza          | 35–114 | 2–3  | 2019–2019 | Účetní v rádiu Best                                                                               |
| Dominika Býmová         | Táňa Rosáková   | 67–114 | 2–3  | 2019–2019 | Obchodnice v rádiu Best, následkyně Danky                                                         |
| Jan Dolanský            | Honza Roubal    | 79–114 | 2–3  | 2019–2019 | Nový ředitel rádia Best, přítel (později snoubenec) Danky                                         |

### Ostatní postavy
| Herec                     | Role                          | Díl            | Řada | Rok       | Poznámky                                                                                  |
| ------------------------- | ----------------------------- | -------------- | ---- | --------- | ----------------------------------------------------------------------------------------- |
| Michal Suchánek           | František „Fero“ Čumpelík     | 1–114          | 1    | 2018      | Otravný soused Krejzových, „vynálezce“                                                    |
| Pavla Tomicová            | Zdena Kramperová (Zdenička)   | 1–114          | 1    | 2018      | Veterinární sestra v ordinaci Petra Vymeše                                                |
| Leoš Noha                 | Simon                         | 1–114          | 1    | 2018      | Barman, expřítel Anny                                                                     |
| Roman Mrázik              | Kamil Koudelka                | 1–114          | 1    | 2018      | Cirkusák                                                                                  |
| Václav Vašák              | Vladimír Pešek                | 1–114          | 1    | 2018      | Producent v televizi, expřítel Danky                                                      |
| Andrea Daňková            | Martina Veselá                | 1–114          | 1    | 2018      | Annina podřízená v bance                                                                  |
| Regina Řandová            | Petra Povondrová              | 1–114          | 1    | 2018      | Annina podřízená v bance                                                                  |
| Lenka Zbranková           | Jana Krupková                 | 1–114          | 1    | 2018      | Annina podřízená v bance, místo Anny jela na cestu kolem světa se Zuzanou, ale vrátila se |
| Kateřina Hrachovcová      | Marta Flanderková             | 2–114          | 1    | 2018      | Sousedka Krejzových, spolužačka Báry                                                      |
| Berenika Suchánková       | Pavlína                       | 2–114          | 1    | 2018      | Nejlepší kamarádka Anety                                                                  |
| Michal Gulyáš             | Rolínek                       | 2–114          | 1    | 2018      | Blázen, lékař, který léčí pomocí pyramid                                                  |
| Laďka Něrgešová           | Jolana Podešvová              | 2              | 1    | 2018      | Koučka, lektorka, učitelka Mirka Dobeše                                                   |
| Petr Čtvrtníček           | Lubor Flanderka               | 3–114          | 1    | 2018      | Soused Krejzových, manžel Marty Flanderkové                                               |
| Ludmila Molínová-Zábršová | Petrů                         | 3–114          | 1    | 2018      | Pavlova babička                                                                           |
| Jiří Maryško              | Mrkvička                      | 3–114          | 1    | 2018      | Zemědělec                                                                                 |
| Petr Jeništa              | Karel Jílek (Kája)            | 4–114          | 1    | 2018      | Přítel Páji                                                                               |
| Radim Novák               | Krupička                      | 4–114          | 1    | 2018      | Policista                                                                                 |
| Václav Rašilov            | Vyčítal                       | 4–114          | 1    | 2018      | Policista                                                                                 |
| Libuše Švormová           | Růžena                        | 4–114          | 1    | 2018      | Kamarádka Pájovy babičky                                                                  |
| Pavel Nový                | Libor Bachor                  | 5–114          | 1    | 2018      | Přítel, později manžel Dagmar Vymešové, milovník slepic                                   |
| Martin Kraus              | Mirek Jaroš                   | 5–114          | 1    | 2018      | Šéfkuchař, expřítel Anety, podváděl jí s manželkou                                        |
| Josef Carda               | Milan Lhotský                 | 5–114          | 1    | 2018      | Ředitel banky, kde pracuje Anna                                                           |
| Václav Kopta              | Roman Bystrý                  | 6–114          | 1    | 2018      | Kamarád Ondřeje Dama, realitní makléř                                                     |
| Martin Zounar             | Karel Krampera                | 7–114          | 1    | 2018      | Manžel Zdeny Kramperové, myslivec, žárlí                                                  |
| Ctirad Götz               | Emil Sivák                    | 7–114          | 1    | 2018      | Kamarád Zdeny Kramperové                                                                  |
| Karel Zima                | Musil / Karvaš                | 7/30           | 1    | 2018      | Zájemce o koupi domu / Soused Povondrové, milovník koček, nemá rád psy                    |
| Pavel Řezníček            | Ing. Leon Kratina             | 12–114         | 1    | 2018      | Spolupracovník Anny, nový ředitel banky, v díle 114 odstoupil z funkce                    |
| Yvetta Blanarovičová      | Lada Jirsová                  | 12–114         | 1    | 2018      | Majitelka kosmetického salónu, je zamilovaná do Petra (dohozena jeho matkou)              |
| Roman Vojtek              | Matěj Kopic                   | 15, 92         | 1,3  | 2018-2019 | Zpěvák, zamilovaný do Danky                                                               |
| Petr Konáš                | Marek Svoboda                 | 17–35, 59, 103 | 1–3  | 2018      | Expřítel Danky, kovář, má syna                                                            |
| Martina Hudečková         | Jolana                        | 19–114         | 1    | 2018      | Expřítelkyně Čumpelíka, odstěhovala se k Jarynovi                                         |
| Michal Zelenka            | Ivan Malíř                    | 22–114         | 1    | 2018      | Farmář                                                                                    |
| Jitka Sedláčková          | ---                           | 24             | 1    | 2018      | Matka Marka Svobody                                                                       |
| Petr Vondráček            | David Zavřel (Tomáš Podzimek) | 32–53          | 1    | 2018      | Osudový muž Anny Vymešové, bankovní lupič                                                 |
| Václav Noid Bárta         | Tony Zahradník                | 37-38          | 2    | 2019      | Hokejista, kamarád Michala                                                                |
| Miroslav Šimůnek          | Ruda Jareš                    | 42-44, 103     | 2-3  | 2019      | Hasič, expřítel Danky                                                                     |
| Martin Písařík            | MUDr. Ivan Verner             | 45-51          | 2    | 2019      | Expřítel Danky                                                                            |
| Richard Tesařík           | Karpišek                      | 48             | 2    | 2019      | Bývalý předseda JZD                                                                       |
| Tomáš Borůvka             | MVDr. Jiří Vyhnálek           | 48-99          | 2,3  | 2019      | Špatný veterinář, „veterinář celebrit“, sebrali mu licenci                                |
| Jakub Kohák               | prof. Radvan Míka             | 53-79          | 2    | 2019      | Cindin učitel z VŠ a kolega, který ji nabídl práci na fakultě                             |
| Klára Cibulková           | MVDr. Livie Jirsová           | 60–114         | 2    | 2019      | Sestra Lady Jirsové                                                                       |
| Aleš Cibulka              | Hanuš Pecha                   | 63             | 2    | 2019      | Programový ředitel rádia Karlov                                                           |
| Michal Jagelka            | Igor Voráč                    | 68-70          | 2    | 2019      | Klient Ondřeje Dama                                                                       |
| Pavel Kříž                | Otakar Mareš                  | 71–114         | 2    | 2019      | Největší nepřítel Ondřeje Dama, podnikatel, místní „mafián“                               |
| Ivan Vodochodský          | Ivan Vodochodský              | 81             | 3    | 2019      | Kuchař                                                                                    |
| Barbora Mottlová          | ---                           | 39/91          | 2,3  | 2019      | ---                                                                                       |
| Václav Knop               | Kotrba                        | 73–114         | 2,3  | 2019      | Zadlužený majitel továrny na nábytek. Ondra mu pomáhal                                    |
| Petr Pěknic               | Kotrba mladší                 | 73-114         | 2,3  | 2019      | Syn Kotrby, má ve firmě podíl                                                             |
| Pavlína Mourková          | Zuzana Hošková                | 76-78          | 2    | 2019      | Kamarádka Anny, chtěla s ní jet na cestu kolem světa                                      |
| Olga Želenská             | Pivoňková †                   | 88-101         | 3    | 2019      | Dáma kterou Márty omylem srazil, vydírala ho, ve 112 díle zemřela na mrtvici              |
| Jindřich Žampa            | Benjamín                      | 88             | 3    | 2019      | Syn Pavla Vymeše                                                                          |
| Eva Burešová              | ---                           | 92             | 3    | 2019      | Majitelka psa kterého dřív léčil doktor Vyhnálek                                          |
| Petr Ryšavý               | Jindřich „Jerry“              | 93–95          | 3    | 2019      | Muzikant, balil Anetu a Danku                                                             |
| Oliver Vyskočil           | Ronaldo                       | 94             | 3    | 2019      | Synovec Čumpelíka                                                                         |

## Vysílání
| Řada | Díly | Premiéra       | Premiéra          |
| Řada | Díly | První díl      | Poslední díl      |
| ---- | ---- | -------------- | ----------------- |
| 1    | 32   | 2. září 2018   | 19. prosince 2018 |
| 2    | 48   | 15. ledna 2019 | 27. června 2019   |
| 3    | 34   | 27. srpna 2019 | 19. prosince 2019 |

## Recenze
- Mirka Spáčilová, iDNES.cz  45 %[5]
- Česko-Slovenská filmová databáze 29 %, komentáře
- Fandimeserialum.cz,  1 z 10, recenze

## Zajímavosti
- Frekvence natáčecího dne byla 12 hodin.
- V seriálu vystupují živá zvířata.
- Dům Krejzových, který se v seriálu objevuje, se nachází v ulici Kamenitá 785/6 v Praze-Braníku.

## Krejzovi pomáhají
Před polovinou ledna 2019 odstartovala TV Prima charitativní akci Krejzovi pomáhají, jejíž patronkou a tváří se stala Kateřina Kaira Hrachovcová. Prostřednictvím televizní obrazovky tak opuštěná a týraná zvířata z útulků hledala nový domov.